# Antonio de Alvarado

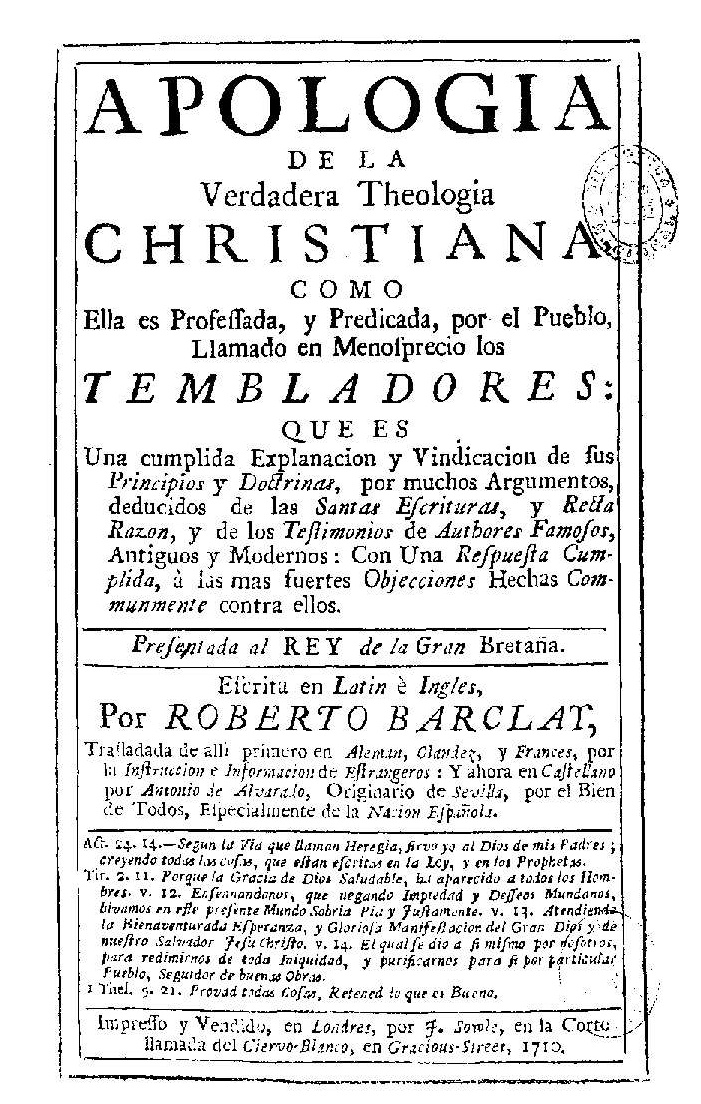
Página de título de Apología de la verdadera Theología Christiana como ella es professada, por el Pueblo, llamado en Menosprecio los Tembladores de Robert Barclay traducida al castellano por Antonio de Alvarado, Impreso y vendido en Londres: por J. Sowle, 1710. Biblioteca Nacional de España, U/6794.

Antonio de Alvarado o Félix Antonio de Alvarado fue un religioso reformado español emigrado a Gran Bretaña, traductor al castellano de la Liturgia inglesa o el libro de oración común y de la Apología de la verdadera teología cristiana de Robert Barclay.
Lo que de su biografía se conoce es lo que él mismo cuenta en las páginas de introducción a sus obras, esto es, que era natural de Sevilla, presbítero de la Iglesia anglicana y «Capellán de los Honorables Señores Ingleses Mercaderes, que Comercian en España», según decía en la página de título de los Diálogos ingleses y españoles, aparecidos en Londres a costa de Guillermo Hinchliffe en 1718, donde añadía «Tiempo ha Naturalizado en este Reyno». En su dedicatoria a lord John Carteret se presentaba como «un forastero, ya de edad, y sin otros medios, con que mantenerse, a sí, y a su familia, que su indefatigable trabajo, e industria, que ha dexado su patria, y huydo de la persecución por el testimonio de una buena conciencia». 
Previamente, había publicado su traducción del Libro de Oración Común, actualizando la que había realizado Tomás Carrascón, con las reformas introducidas en la liturgia inglesa por orden del rey Jacobo II de Inglaterra.
La traducción de la Apología de la verdadera theologia christiana, cómo ella es professada, y predicada, por el pueblo, llamado en menosprecio los tembladores, que es una cumplida explanación y vindicación de sus principios y doctrinas […]. Escrita en latín e inglés, por Roberto Barclay, [...] y ahora en castellano por Antonio de Alvarado, originario de Sevilla, se imprimió en Londres por J. Sowle en 1710, después de que Alvarado, según noticias recogidas por Benjamin B. Wiffen, se presentase el 22 de abril de 1709 a la sociedad de los cuáqueros de Londres ofreciéndose a realizar la traslación al castellano de la obra, como ya lo estaba a otras lenguas. En marzo de 1710 tenía la traducción completa y una comisión de la sociedad, que se encargó con el traductor de la corrección de las pruebas, mandó imprimir mil ejemplares. En diciembre del mismo año Alvarado pidió alguna ayuda a los cuáqueros, pues no tenía dinero ni para pagar la pensión en la que vivía en Grace church street, y la Sociedad de los amigos formó una comisión para que lo visitase y se informase, no encontrándose otra noticia de él en los registros de dicha sociedad. Fue la lectura del libro de Barclay en la traducción de Alvarado, según él mismo confiesa, lo que propició la conversión de Luis de Usoz a las tesis teológicas e irenistas de los cuáqueros.
La última de sus obras en ser publicada, los Diálogos ingleses y españoles, que incluyen una ortografía y una nomenclatura español-inglés tomada de Francisco Sobrino, es, según Marcelino Menéndez Pelayo, obra rica «en proverbios, frases y modos de decir galanos y castizos, como que el autor parece haberse inspirado en otros manuales de conversación del siglo XVI, y especialmente en el de Juan de Luna, el continuador del Lazarillo».